# پاتاوه کری
پاتاوه کری، روستایی از توابع بخش سرفاریاب شهرستان کهگیلویه در استان کهگیلویه و بویراحمد ایران است.

## جمعیت
این روستا در دهستان پشته ذیلائی قرار دارد و براساس سرشماری مرکز آمار ایران در سال ۱۳۸۵، جمعیت آن ۱۰۳ نفر (۱۷خانوار) بوده‌است.